# Edwidge Danticat

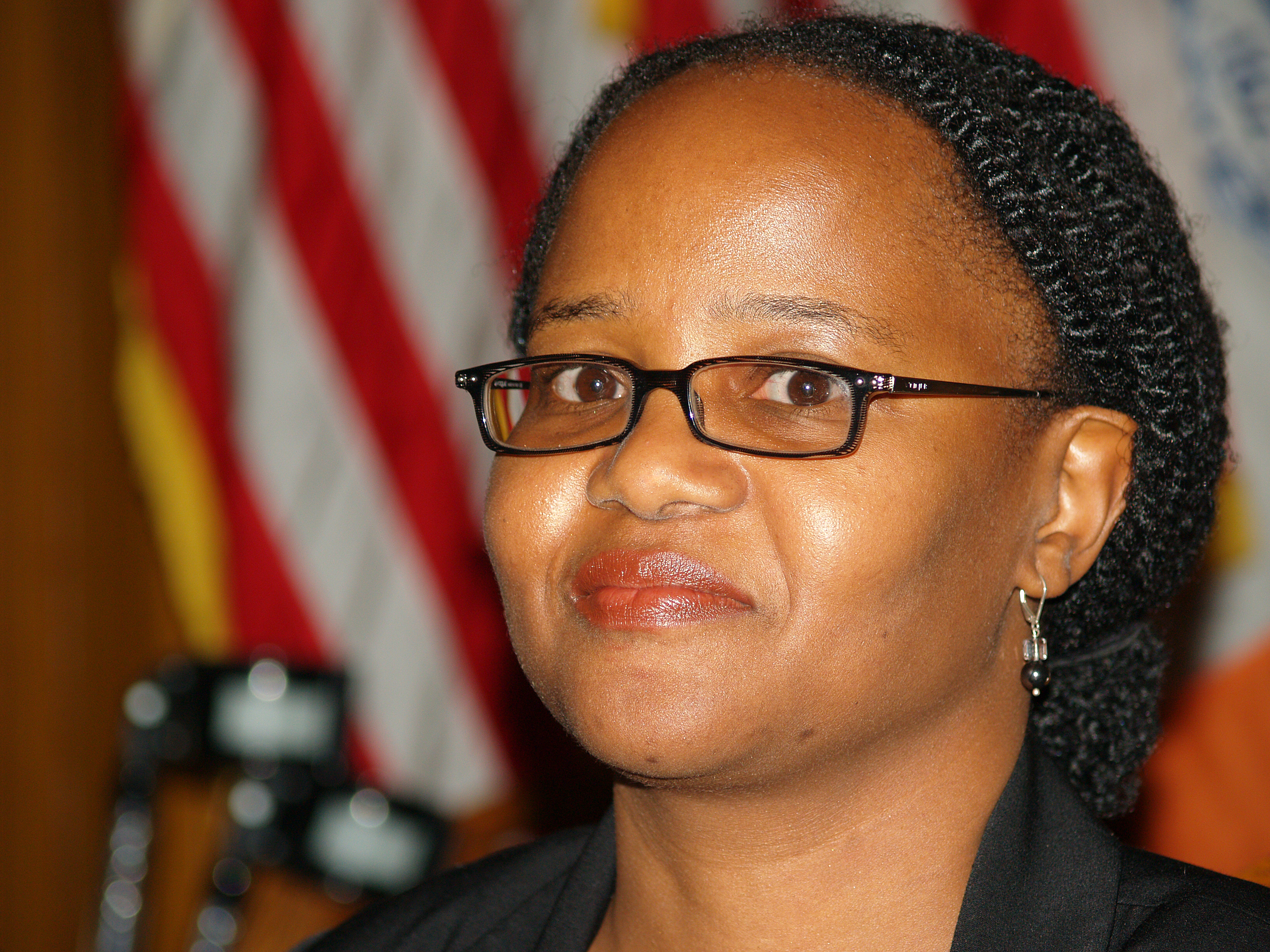
Edwidge Danticat được chụp bởi David Shankbone (2007)

Edwidge Danticat (sinh ngày 19 tháng 1 năm 1969) là một tác giả có hai quốc tịch Haiti và Hoa Kỳ, người có những tác phẩm văn học nhấn mạnh cuộc sống của người phụ nữ và mối quan hệ của họ. Những trải nghiệm cuộc sống của riêng bà đã cung cấp nền tảng và cảm hứng cho các tác phẩm của bà. Truyện ngắn và tiểu thuyết của bà tập trung vào các chủ đề mang tính chất tuần hoàn như di dân, tình dục, giới tính và lịch sử . Cha mẹ của bà đã di cư đến New York mà không đem theo bà đi và bà lớn cùng với cô chú của mình. Trong những năm sớm của cuộc đời, bà bị ảnh hưởng bởi lối kể chuyện của người Haiti và phát triển mối quan tâm đến việc viết lách. Khi được 12 tuổi, bà sống cùng với ba mẹ mình tại Brooklyn nhưng không cảm thấy thoải mái khi phải thích nghi với lối sống và văn hóa của thành phố này và chỉ tìm thấy sự bình yên trong các tác phẩm văn học. Sau khi nhận được bằng tốt nghiệp về văn hóa tiếng Pháp tại Học viện Barnard, bà còn nhận được bằng Bậc thầy Nghệ thuật khi, với luận đề của bà, xây dựng những nền tảng của tiểu thuyết đầu tay của bà Hơi thở, Ánh mắt, Kỷ niệm. Bà đạt được những thành công chưa từng có như một người viết truyện ngăn và tiểu thuyết bằng những tác phẩm nhận được những lời khen từ giới phê bình. Bà cũng là một người đấu tranh các vấn đề ảnh hưởng đến người Haiti ở trong và ngoài nước. Với những trải nghiệm như một người có hai quốc tịch Haiti và Hoa Kỳ, bà viết về một trong những nền văn hóa ít nổi bật nhất trong văn hóa Hoa Kỳ sử dụng phong cách mang tính chất thơ và sôi nổi. Tác phẩm của bà đã được dịch sang một số ngôn ngữ như tiếng Hàn, tiếng Ý, tiếng Đức, tiếng Tây Ban Nha và tiếng Thụy Điển. Bà được xem xét một cách rộng rãi như là một trong những tác giả tài năng nhất của Hoa Kỳ hiện nay.

## Thời thơ ấu và cuộc sống đầu đời[1]
Edwidge Danticat sinh ngày 19 tháng 1 năm 1969 tại Port-au-Prince, Haiti, là con gái của André và Rose. Khi Edwidge là một đứa trẻ, cha mẹ bà đã di cư đến New York. Đầu tiên là người cha của bà, 2 năm sau là người mẹ của bà. Như một kết quả, bà cùng với người em trai của mình là André lớn lên cùng với cô chú của mình. Tuy nhiên, bà nhận được giáo dục chính thức bằng tiếng Pháp. Bà thường nói tiếng Kreyòl ở nhà và bắt đầu tập viết khi được 9 tuổi.
Khi tròn 12 tuổi, bà rời đến nước Mỹ để sống cùng với cha mẹ của mình cùng với những người hàng xóm người Mỹ gốc Haiti. Là một thanh niên nhập cư, bà không thể thích ứng được với đời sống xung quanh mình và vì thế bà chọn văn học để cảm thấy thoải mái. Ở tuổi 14, bà xuất bản tác phẩm đầu tiên bằng tiêu đề tiếng Anh mang tên A Haitian-American Christmas: Cremace and Creole Theatre và tác phẩm này được tiếp nổi bởi A New World Full of Strangers trong một tạp chí thành phố được lập ra bởi các thanh niên. Bà tốt nghiệp Clara Barton High School tại Brooklyn, New Yorkvà sau đó vào học tại Học viện Barnard tại Thành phố New York. Bà đã tốt nghiệp trong ngành văn hóa tiếng Pháp và tiếp tục nhận bằng Bậc thầy Nghệ thuật ngành Sáng tác Sáng tạo tại Đại học Brown vào năm 1993.

## Sự nghiệp[1]
Vào năm 1994, bà đã xuất bản tiểu thuyết đầu tiên mang tên Hơi thở, Ánh mắt, Kỷ niệm dựa trên luận đề su tốt nghiệp của bà có tiêu đề Sự chuyển của tôi trong lửa - một tiểu thuyết rút gọn. Các truyện ngắn của bà đã được xuất bản trong 25 tạp chí định kỳ và đã được tập hợp trong một số lần. Tác phẩm đã được chuyển dịch sang các ngôn ngữ khác nhau như tiếng Nhật, tiếng Pháp, tiếng Hàn, tiếng Đức, tiếng Ý, tiếng Tây Ban Nha và tiếng Thụy Điển. Bà là một giáo viên về sáng tác sáng tạo tại Đại học New York và Đại học Miami. Bà cũng làm việc trong một số dự án về nghệ thuật Haiti và các phim tài liệu về Haiti.
Các tác phẩm đã được xuất bản của bà là:
- The Farming of Bones (1998)
- The Book of the Dead (1999)
- Behind the Mountains (2002)
- Brother, I'm Dying (2007)
- Ghosts (2009)
- Create Dangerously: The Immigrant Artist at Work (2010)
- Claire of the Sea Light (2013)
- Quality Control (2015), cuốn truyện ngắn mới nhất của bà

## Những điểm nhấn chính[1]
- Một trong những cuốn tiểu thuyết đáng chú ý nhất của bà là tác phẩm Hơi thở, Ánh mắt, Kỷ niệm được xuất bản vào năm 1994. Tác phẩm được viết dưới dạng văn tường thuật ngôi thứ nhất và đối mặt với những câu hỏi về chủng tộc, ngôn ngữ và giới tính.
- Một tác phẩm được ca ngợi khác của bà là tác phẩm The Dew Breaker vào năm 2004 có thể được đọc như một tiểu thuyết hoặc một tập hợp các truyện ngắn. Đó là một tập hợp các câu chuyện không liên quan đến nhau về một di dân Haiti đã tra tấn và giết hại người bất đồng chính kiến dưới sự lãnh đạo mang tính đàn áp của Franƈois Duvalier.

## Giải thưởng và thành tựu[1]
- Năm 1995, bà nhận được Giải thưởng Phụ nữ của Thành công từ Học viện Barnard.
- Năm 1996, bà được phong Nhà văn tiểu thuyết Trẻ Hoa Kỳ Xuất sắc nhất với tác phẩm Hơi thở, Ánh mắt, Kỷ niệm bởi Granta.
- Bà được trao Giải thưởng Flaiano Quốc tế về văn học
- Bà được trao Siêu giải thưởng Flaiano và Giải thưởng Sách Hoa Kỳ cho tác phẩm The Farming of Bones được xuất bản vào năm 1998.
- Năm 2005, bà nhận Giải thưởng Câu chuyện và Giải thưởng Sách Anisfield-Wolf cho tác phẩm The Dew Breaker
- Năm 2007, bà nhận được Giải thưởng của Hội phê bình sách quốc gia cho tác phẩm Brother, I'm Dying. Năm tiếp theo, bà giành Giải thưởng Hòa bình Văn học Dayton cũng nhờ tác phẩm này.
- Năm 2011, bà được trao Huân chương Langston Hughes bởi Học viện Thành phố của New York. Cùng năm, bà giành Giải thưởng OCM Bocas về Văn học Caribe cho tác phẩm Create Dangerously: The Immigrant Artist at Work.
- Bà cũng nhận được bằng tiến sĩ danh dự từ một số tổ chức như Học viện Smith và Đại học Yale.

## Đời tư[1]
Bà kết hôn với Fedo Boyer. Cặp đôi có hai con gái tên Mira và Leila.

## Câu nói nổi tiếng[1]
- "Sáng tạo một cách nguy hiểm, cho những người đọc một cách nguy hiểm. Nếu viết và biết điều rằng không có vấn đề về việc từ ngữ của bạn không đáng kể như thế nào, thì ngày nào đó, nơi nào đó, ai đó có thể gặp vấn đề trong cuộc sống của anh ấy hoặc cô ấy để đọc chúng".